# Club de Fútbol Pachuca Femenil
El Club de Fútbol Pachuca Femenil es uno de los 18 equipos pertenecientes a la Liga MX Femenil.

## Historia
El Club de Fútbol Pachuca Femenil fue el primero en tomarse la foto oficial entre hombres y mujeres. Esta foto indicó que Pachuca apostaría por la igualdad de género entre hombres y mujeres.

## Entrenadores
Eva Mariana Espejo Pinzón fue la primera entrenadora del Club de Fútbol Pachuca Femenil. Llegó a la institución como coordinadora de desarrollo humana. Al consolidarse el proyecto del club femenil, fue convocada por Marco Garcés para dirigir dicho equipo. Eva dirigió a Tuzas hasta el Torneo Guard1anes 2020 (Apertura 2020), dejando al club tras dirigir 6 torneos completos al equipo de Hidalgo, 7 contando el inconcluso Clausura 2020 debido a la pandemia por el Covid-19. Al terminar dicho certamen, Eva dejó la dirección técnica y asumiría la dirección deportiva femenil.
Posteriormente, Toña Is, flamante campeona del mundo como entrenadora de la selección de España sub-17 en 2019, llegaría para dirigir al Pachuca Femenil en el Torneo Guard1anes 2021. Su debut fue ante Tigres Femenil en la cancha del Estadio Universitario, teniendo una derrota de 3-0. En su primer torneo, Is consiguió sumar 30 puntos, producto de 9 triunfos, 3 empates y 5 derrotas, cayendo eliminadas en cuartos de final ante las Rojinegras del Atlas por un global de 5-1. En su segundo torneo, dirigió únicamente 4 partidos, presentando su renuncia por motivos familiares, dejando al equipo con 5 puntos (1 triunfo, 2 empates y 1 derrota).
En sustitución de Toña Is, Jaime Correa Córdoba, quien trabajaba en las fuerzas básicas, fue nombrado como el nuevo entrenador a partir de la fecha 5, cayendo en su debut 0-2 ante el América en el Estadio Hidalgo.
Para el torneo Clausura 2022, Juan Carlos Cacho Gutiérrez fue nombrado Director Técnico del equipo. Entre 2020 y 2021,Cacho fue DT de las fuerzas básicas y del equipo mayor del Puebla Femenil.

## Estadio
El Club de Fútbol Pachuca Femenil fue el primer equipo en jugar en el estadio oficial de su contraparte varonil. Las Tuzas juegan en el Estadio Hidalgo.

## Jugadoras

### Altas y bajas: Apertura 2025
Fecha de actualización: 14 de febrero de 2024
| Altas           | Altas         | Altas             |
| Jugadora        | Posición      | Procedencia       |
| --------------- | ------------- | ----------------- |
| Stefani Jiménez | Portera       | Club Tijuana      |
| Jocelyn Orejel  | Defensa       | Club América      |
| Natalia Mauleón | Mediocampista | Club América      |
| Paola García    | Delantera     | Atlas Fútbol Club |

 En Pretemporada existen jugadoras del equipo piloto, se contemplarán como altas si son registradas para el torneo.
| Bajas          | Bajas         | Bajas                     |
| Jugadora       | Posición      | Destino                   |
| -------------- | ------------- | ------------------------- |
| Maleni Morales | Portera       | Thonon Évian Grand Genève |
| Yanin Madrid   | Defensa       | Club Puebla               |
| Nailea Vidrio  | Mediocampista | Agente Libre              |
| Amanda Pérez   | Mediocampista | Fútbol Club Juárez        |

Existen casos de jugadoras que estaba en el equipo piloto y fichan para otro equipo, la jugadora se considerará baja las que debutan en liga.

### Fuerzas Básicas

#### Sub-19
- La jugadora ya debutó en Primera División.

### Jugadoras internacionales
| Selección                                  | Categoría | Jugadoras | #     |
| ------------------------------------------ | --------- | --- | ----- |
| México                                     | Absoluta  | Esthefanny Barreras, Karla Nieto, Alice Soto, Charlyn Corral.                                                    | 2 (4) |
| México                                     | Sub-20    | Alice Soto, Giselle Espinoza, Julia Valadez, Akane Lara, Carmen López, Ella Sánchez, Karen Jasso, Regina Aguirre | 3 (8) |
| México                                     | Sub-17    | Abril Fragoso, Alexa Martínez, Berenice Ibarra, Eliana Ramírez                                                   | 3 (4) |
| México                                     | Sub-16    | Berenice Ibarra, Valeria Vázquez                                                                                 | 2 (2) |
| México                                     | Sub-15    | Serena Fonseca, Jandra Ruíz, Valeria Vázquez, Katherine González                                                 | 3 (4) |
| México                                     | Sub-13    | Mya Basilio | 1 (1) |
| Nigeria                                    | Absoluta  | Chinwendu Ihezuo, Osinachi Ohale                                                                                 | 2 (2) |
| Colombia                                   | Absoluta  | Catalina Usme, Yirleidis Minota                                                                                  | 2 (2) |
| Argentina                                  | Absoluta  | Nina Nicosia | (1)   |
| Fecha de actualización: 24 de mayo de 2024 |           | |       |

Se consideran jugadoras internacionales si han recibido llamado a selecciones nacionales en los últimos 12 meses. Con negritas se muestran aquellas jugadoras que han sido llamadas en la última convocatoria.

## Plantillas Importantes

### 11 Inicial en Copa
El Club de Fútbol Pachuca Femenil inicia la era profesional del fútbol femenil en la Copa el miércoles 3 de mayo de 2017, enfrentando al Club Deportivo Guadalajara y ganando con un marcador de 6-1. Las anotadoras fueron Berenice Muñoz (2', 6', 27'), Mónica Ocampo (34') y Yamilé Franco (46', 69') en el Estadio de la Federación Mexicana de Fútbol. 
| Alineación: - Miriam Aguirre - Natalia Melgoza - Paola Monroy - Nataly Cárdenas - Karla Nieto - Jaquelín García - Michelle González - Lizbeth Ángeles - Mónica Ocampo - Berenice Muñóz - Diana García - D.T. Eva Espejo |  | M. Aguirre N. Melgoza P. Monroy N. Cárdenas K. Nieto J. García M. González L. Ángeles D. García M. Ocampo B. Muñóz |

### Final de Copa  (1erTítulo Profesional)
El Pachuca llega a su primera final profesional en la Copa el sábado 6 de mayo de 2017, enfrentando al Club Tijuana, con una victoria en el marcador de 9 a 1. Los goles fueron anotados por Berenice Muñoz (2', 20', 50'), Mónica Ocampo (36', 41'), Yamilé Franco (6', 43'), Diana García (17') y Lizbeth Ángeles (65') en el Estadio de la Federación Mexicana de Fútbol, obteniendo así el primer título profesional.
| Alineación: - Miriam Aguirre - Natalia Melgoza - Paola Monroy - Nataly Cárdenas - Karla Nieto - Jaquelín García - Michelle González - Yamilé Franco - Mónica Ocampo - Berenice Muñóz - Diana García - D.T. Eva Espejo |  | M. Aguirre N. Melgoza P. Monroy N. Cárdenas M. González J. García K. Nieto Y. Franco D. García M. Ocampo B. Muñóz |

### 11 Inicial en Liga (1erPartido Profesional en México)
Las Tuzas inician su participación en la Liga MX Femenil el viernes 28 de julio de 2017 en el Estadio Hidalgo, ganando 3 a 0 al Club Universidad Nacional con goles de Berenice Muñoz (51', 59') y Mónica Ocampo (87'). Este fue el primer partido profesional de liga en la historia del fútbol femenil en México.
| Alineación: - Miriam Aguirre - Natalia Melgoza - Karla Zempoalteca - Nataly Cárdenas - Karla Nieto - Jaquelín García - Michelle González - Lizbeth Ángeles - Mónica Ocampo - Berenice Muñóz - Diana García - D.T. Eva Espejo |  | M. Aguirre N. Melgoza K. Zempoalteca N. Cárdenas K. Nieto J. García M. González L. Ángeles D. García M. Ocampo B. Muñóz |

### 1erPartido de Liguilla
Pachuca inicia su participación en la fase final de la Liga MX Femenil en las semifinales del torneo Apertura 2017 el sábado 4 de noviembre de 2017 en el Estadio Hidalgo, ganando 4 a 0 ante Tigres de la UANL. Los goles a favor fueron de Mónica Ocampo (63'), Lizbeth Ángeles (71', 92') y Karla Nieto (89').
| Alineación: - Alejandría Godinez - Natalia Melgoza - Karen Díaz - Fátima Arellano - Karen Gómez - Karla Nieto - Jaquelín García - Lizbeth Ángeles - Mónica Ocampo - Viridiana Salazar - Yanin Madrid - D.T. Eva Espejo |  | A. Godinez N. Melgoza K. Díaz F. Arellano K. Gómez K. Nieto D. García L. Ángeles M. Ocampo V. Salazar Y. Madrid |

### 1ª Final de Liga
El Club Pachuca Femenil llega a la final del torneo Apertura 2017 el lunes 20 de noviembre de 2017, enfrentando al Club Deportivo Guadalajara. Ganaron por 2 a 0 con goles de Mónica Ocampo (39') y Lizbeth Ángeles (67') en el partido de ida en el Estadio Hidalgo. Posteriormente, en el partido de vuelta, el marcador global fue de 3 a 2 en contra, quedando así como subcampeonas en el Estadio Akron.
| Alineación (Ida): - Alejandría Godinez - Natalia Melgoza - Karen Díaz - Fátima Arellano - Karen Gómez - Joselyn De La Rosa - Jaquelín García - Karla Nieto - Lizbeth Ángeles - Mónica Ocampo - Berenice Muñóz - D.T. Eva Espejo |  | A. Godinez N. Melgoza K. Díaz F. Arellano K. Gómez J. De La Rosa D. García K. Nieto L. Ángeles M. Ocampo B. Muñóz |  | Alineación (Vuelta): - Alejandría Godinez - Natalia Melgoza - Karen Díaz - Fátima Arellano - Karen Gómez - Joselyn De La Rosa - Jaquelín García - Karla Nieto - Lizbeth Ángeles - Mónica Ocampo - Berenice Muñóz - D.T. Eva Espejo |  | A. Godinez N. Melgoza K. Díaz F. Arellano K. Gómez J. De La Rosa D. García K. Nieto L. Ángeles M. Ocampo B. Muñóz |

### 2ª Final de Liga
Las Tuzas llegan a su segunda final en el Clausura 2022 el viernes 20 de mayo de 2022, enfrentando nuevamente al Club Deportivo Guadalajara. Cayendo con un marcador de 2 a 4 en el partido de ida en el Estadio Hidalgo con goles de Mónica Ocampo (53') y Viridiana Salazar (27'), además de un autogol de Ocampo al minuto 71. Posteriormente, en el partido de vuelta, el global fue de 4 a 1 en contra, con un gol de Lizbeth Ángeles (60'), quedando así como subcampeonas en el Estadio Akron por segunda ocasión. 
| Alineación (Ida): - Esthefanny Barreras - Mónica Alvarado - Karen Díaz - Sumiko Gutiérrez - Yanin Madrid - Karla Nieto - Mónica Ocampo - Ruth Bravo - Lizbeth Ángeles - Charlyn Corral - Viridiana Salazar - D.T. Juan Carlos Cacho |  | E. Barreras M. Alvarado K. Díaz S. Gutiérrez Y. Madrid K. Nieto R. Bravo M. Ocampo L. Ángeles C. Corral V. Salazar |  | Alineación (Vuelta): - Esthefanny Barreras - Mónica Alvarado - Karen Díaz - Sumiko Gutiérrez - Yanin Madrid - Karla Nieto - Mónica Ocampo - Ruth Bravo - Lizbeth Ángeles - Charlyn Corral - Viridiana Salazar - D.T. Juan Carlos Cacho |  | E. Barreras M. Alvarado K. Díaz S. Gutiérrez Y. Madrid K. Nieto R. Bravo M. Ocampo L. Ángeles C. Corral V. Salazar |

### 3ª Final de Liga
El Pachuca llega a su tercera final en el torneo Clausura 2023 el viernes 2 de junio de 2022, enfrentando al Club América. Cayendo en el marcador de 2 goles a 1, el gol a favor fue de Charlyn Corral (18') en el partido de ida en el Estadio Hidalgo. Posteriormente, en el partido de vuelta, el marcador global fue de 4 a 2 con gol de Alice Soto (85'), quedando subcampeonas por tercera vez en el Estadio Azteca.
| Alineación (Ida): - Esthefanny Barreras - Janelly Farías - Annia Mejía - Selene Cortés - Yanin Madrid - Karla Nieto - Mónica Ocampo - Marta Cox - Jennifer Hermoso - Charlyn Corral - Viridiana Salazar - D.T. Juan Carlos Cacho |  | E. Barreras J. Farías A. Mejía S. Cortés Y. Madrid K. Nieto M. Cox M. Ocampo V. Salazar J. Hermoso C. Corral |  | Alineación (Vuelta): - Esthefanny Barreras - Janelly Farías - Annia Mejía - Selene Cortés - Karen Díaz - Karla Nieto - Mónica Ocampo - Marta Cox - Jennifer Hermoso - Charlyn Corral - Viridiana Salazar - D.T. Juan Carlos Cacho |  | E. Barreras J. Farías A. Mejía S. Cortés K. Díaz K. Nieto M. Cox M. Ocampo V. Salazar J. Hermoso C. Corral |

## Estadísticas

### Copa de la Liga
Actualizado al último partido disputado el: 6 de mayo de 2017
| TORNEO        | PJ | PG | PE | PP | GF | GC | DIF | PTS | LOGRO        | EFE (%) |
| ------------- | -- | -- | -- | -- | -- | -- | --- | --- | ------------ | ------- |
| Clausura 2017 | 4  | 4  | 0  | 0  | 27 | 5  | 22  | 12  | Campeonas    | 100     |
| TOTAL         | 4  | 4  | 0  | 0  | 27 | 5  | 22  | 12  | 1 Campeonato | 100 %   |

### Primera División
Actualizado al último partido disputado el: 20 de mayo de 2024
| TORNEO        | PJ  | PG  | PE | PP | GF  | GC  | DIF | PTS | POSICIÓN                                     | LOGRO                                        | EFE (%) |
| ------------- | --- | --- | -- | -- | --- | --- | --- | --- | -------------------------------------------- | -------------------------------------------- | ------- |
| Apertura 2017 | 18  | 11  | 3  | 4  | 42  | 22  | 20  | 36  | 5º                                           | Subcampeonas                                 | 66.7    |
| Clausura 2018 | 14  | 9   | 1  | 4  | 32  | 13  | 19  | 28  | 6º                                           | –                                            | 66.7    |
| Apertura 2018 | 20  | 14  | 3  | 3  | 37  | 16  | 21  | 45  | 2º                                           | Semifinales                                  | 75      |
| Clausura 2019 | 20  | 13  | 4  | 3  | 38  | 17  | 21  | 43  | 4º                                           | Semifinales                                  | 71.7    |
| Apertura 2019 | 22  | 13  | 3  | 6  | 50  | 32  | 18  | 42  | 3º                                           | Semifinales                                  | 63.6    |
| Clausura 2020 | 9   | 5   | 1  | 3  | 18  | 9   | 9   | 16  | Suspendido debido a la pandemia por COVID-19 | Suspendido debido a la pandemia por COVID-19 | 59.3    |
| Apertura 2020 | 19  | 7   | 3  | 9  | 26  | 31  | -5  | 24  | 8º                                           | Cuartos de final                             | 42.1    |
| Clausura 2021 | 19  | 9   | 3  | 7  | 25  | 20  | 5   | 30  | 6º                                           | Cuartos de final                             | 52.6    |
| Apertura 2021 | 17  | 6   | 5  | 6  | 28  | 24  | 4   | 23  | 9º                                           | –                                            | 45.1    |
| Clausura 2022 | 23  | 13  | 3  | 7  | 38  | 30  | 8   | 42  | 5º                                           | Subcampeonas                                 | 60.9    |
| Apertura 2022 | 19  | 9   | 1  | 9  | 37  | 30  | 7   | 28  | 7º                                           | Cuartos de final                             | 49.1    |
| Clausura 2023 | 23  | 13  | 5  | 5  | 63  | 32  | 31  | 44  | 5º                                           | Subcampeonas                                 | 63.8    |
| Apertura 2023 | 19  | 8   | 3  | 8  | 44  | 40  | 4   | 27  | 7º                                           | Cuartos de final                             | 47.4    |
| Clausura 2024 | 21  | 15  | 3  | 3  | 57  | 22  | 35  | 48  | 2º                                           | Semifinales                                  | 76.2    |
| TOTAL         | 263 | 145 | 41 | 77 | 535 | 338 | 197 | 476 | 5º                                           | 3 Subcampeonatos                             | 60.33 % |

### Campeonas de goleo
| Torneo        | Jugadora          | Goles | Partidos | Promedio |
| ------------- | ----------------- | ----- | -------- | -------- |
| Clausura 2017 | Mónica Ocampo     | 6     | 3        | 2        |
| Apertura 2019 | Viridiana Salazar | 17    | 18       | 0.94     |
| Clausura 2023 | Charlyn Corral    | 20    | 17       | 1.18     |
| Clausura 2024 | Charlyn Corral    | 19    | 15       | 1.33     |

### Participación internacional
| Partidos internacionales | Partidos internacionales | Partidos internacionales | Partidos internacionales | Partidos internacionales | Partidos internacionales  | Partidos internacionales |
| N.º                      | Fecha                    | Localidad                | Local                    | Res.                     | Visitante                 | Certamen                 |
| ------------------------ | ------------------------ | ------------------------ | ------------------------ | ------------------------ | ------------------------- | ------------------------ |
| 1                        | 15 de junio de 2024      | Pachuca de Soto          | Club de Fútbol Pachuca   | -:-                      | Associazione Calcio Milan | Her Nations Tour         |
| 2                        | 19 de julio de 2024      | San Nicolás de los Garza | Tigres de la UANL        | -:-                      | Club de Fútbol Pachuca    | 2024 Summer Cup          |
| 3                        | 27 de julio de 2024      | Kansas City              | Kansas City Current      | -:-                      | Club de Fútbol Pachuca    | 2024 Summer Cup          |
| 4                        | 1 de agosto de 2024      | Houston                  | Houston Dash             | -:-                      | Club de Fútbol Pachuca    | 2024 Summer Cup          |

## Goles históricos

### Goles en Copa
| Gol                                       | Fecha             | Jugador             | Rival                      | Resultado | Notas           |
| ----------------------------------------- | ----------------- | ------------------- | -------------------------- | --------- | --------------- |
| 1                                         | 3 de mayo de 2017 | Berenice Muñoz (2') | Club Deportivo Guadalajara | 6 - 1     | Primer gol Copa |
| Fecha de actualización: 6 de mayo de 2017 |                   |                     |                            |           |                 |

### Goles en Liga
| Gol                                           | Fecha                 | Jugador                | Rival                     | Resultado | Notas                                                                        |
| --------------------------------------------- | --------------------- | ---------------------- | ------------------------- | --------- | ---------------------------------------------------------------------------- |
| 1                                             | 28 de julio de 2017   | Berenice Muñoz (51')   | Club Universidad Nacional | 3 - 0     | Primer gol de Pachuca en la liga y Primer gol profesional femenil en México. |
| 50                                            | 3 de febrero de 2018  | Lizbeth Ángeles (41')  | Monarcas Morelia          | 1 - 7     | Gol número 50                                                                |
| 100                                           | 29 de octubre de 2018 | Lizbeth Ángeles (55')  | Lobos BUAP                | 2 - 3     | Gol número 100                                                               |
| 200                                           | 6 de enero de 2020    | Ana Paola López (39')  | Club León                 | 3 - 1     | Gol número 200                                                               |
| 300                                           | 24 de enero de 2022   | Charlyn Corral (4')    | Club León                 | 3 - 0     | Gol número 300                                                               |
| 400                                           | 20 de marzo de 2023   | Marta Cox (52')        | Mazatlán Fútbol Club      | 2 – 0     | Gol número 400                                                               |
| 500                                           | 17 de febrero de 2024 | Chinwendu Ihezuo (53') | Cruz Azul Fútbol Club     | 1 – 4     | Gol número 500                                                               |
| Fecha de actualización: 17 de febrero de 2024 |                       |                        |                           |           |                                                                              |

## Máximas goleadoras
Actualizado al último partido disputado el: 20 de mayo de 2024

### Máximas goleadoras en liga
| Pos  | Nacionalidad | Nombre            | Goles |
| ---- | ------------ | ----------------- | ----- |
| 1.º  | México       | Charlyn Corral    | 90    |
| 2.º  | México       | Viridiana Salazar | 87    |
| 3.º  | México       | Mónica Ocampo     | 54    |
| 4.º  | México       | Lizbeth Ángeles   | 48    |
| 5.º  | España       | Jennifer Hermoso  | 26    |
| 6.º  | México       | Alice Soto        | 18    |
| 7.º  | México       | Ana Paola López   | 17    |
| 8.º  | México       | Karla Nieto       | 16    |
| 9.º  | Nigeria      | Chinwendu Ihezuo  | 15    |
| 10.º | México       | Yanin Madrid      | 12    |
| 10.º | México       | Berenice Muñoz    | 12    |

| Máximas goleadoras en temporada regular | Máximas goleadoras en temporada regular | Máximas goleadoras en temporada regular | Máximas goleadoras en temporada regular |
| Pos                                     | Nacionalidad                            | Nombre                                  | Goles                                   |
| --------------------------------------- | --------------------------------------- | --------------------------------------- | --------------------------------------- |
| 1.º                                     | México                                  | Charlyn Corral                          | 81                                      |
| 2.º                                     | México                                  | Viridiana Salazar                       | 76                                      |
| 3.º                                     | México                                  | Mónica Ocampo                           | 48                                      |
| 4.º                                     | México                                  | Lizbeth Ángeles                         | 39                                      |
| 5.º                                     | España                                  | Jennifer Hermoso                        | 22                                      |
| Máximas goleadoras en liguilla          |                                         |                                         |                                         |
| Pos                                     | Nacionalidad                            | Nombre                                  | Goles                                   |
| 1.º                                     | México                                  | Viridiana Salazar                       | 11                                      |
| 2.º                                     | México                                  | Charlyn Corral                          | 9                                       |
| 2.º                                     | México                                  | Lizbeth Ángeles                         | 9                                       |
| 4.º                                     | México                                  | Mónica Ocampo                           | 6                                       |
| 5.º                                     | España                                  | Jennifer Hermoso                        | 4                                       |

### Máximas anotadoras por temporada
| Máximas anotadoras por temporada de copa MX      | Máximas anotadoras por temporada de copa MX    | Máximas anotadoras por temporada de copa MX |
| Torneo                                           | Jugadora                                       | Goles                                       |
| ------------------------------------------------ | ---------------------------------------------- | ------------------------------------------- |
| Copa MX 2017…                                    | Mónica Ocampo                                  | 6                                           |
| Máximas anotadoras por temporada regular de liga |                                                |                                             |
| Torneo                                           | Jugadora                                       | Goles                                       |
| Apertura 2017                                    | Berenice Muñóz                                 | 9                                           |
| Clausura 2018                                    | Lizbeth Ángeles                                | 8                                           |
| Clausura 2018                                    | Viridiana Salazar                              | 8                                           |
| Apertura 2018                                    | Mónica Ocampo                                  | 8                                           |
| Clausura 2019                                    | Sanjuana Muñóz Ana Paola López Lizbeth Ángeles | 6                                           |
| Apertura 2019                                    | Viridiana Salazar                              | 17                                          |
| Clausura 2020 *                                  | Viridiana Salazar                              | 6                                           |
| Apertura 2020                                    | Viridiana Salazar                              | 8                                           |
| Clausura 2021                                    | Viridiana Salazar                              | 7                                           |
| Apertura 2021                                    | Viridiana Salazar                              | 9                                           |
| Clausura 2022                                    | Charlyn Corral                                 | 13                                          |
| Apertura 2022                                    | Charlyn Corral                                 | 12                                          |
| Clausura 2023                                    | Charlyn Corral                                 | 20                                          |
| Apertura 2023                                    | Charlyn Corral                                 | 13                                          |
| Clausura 2024                                    | Charlyn Corral                                 | 19                                          |

| Máximas anotadoras por liguilla | Máximas anotadoras por liguilla                | Máximas anotadoras por liguilla                |
| Torneo                          | Jugadora                                       | Goles                                          |
| ------------------------------- | ---------------------------------------------- | ---------------------------------------------- |
| Copa MX 2017                    | Berenice Muñóz                                 | 3                                              |
| Apertura 2017                   | Lizbeth Ángeles                                | 3                                              |
| Apertura 2018                   | Mónica Ocampo                                  | 3                                              |
| Clausura 2019                   | Lizbeth Ángeles                                | 2                                              |
| Clausura 2019                   | Viridiana Salazar                              | 2                                              |
| Apertura 2019                   | Viridiana Salazar                              | 3                                              |
| Clausura 2020                   | Suspendido debido a la pandemia por COVID-19   | Suspendido debido a la pandemia por COVID-19   |
| Apertura 2020                   | Andrea Balcazar                                | 1                                              |
| Clausura 2021                   | El único gol fue un autogol de Ana Paz (Atlas) | El único gol fue un autogol de Ana Paz (Atlas) |
| Clausura 2022                   | Charlyn Corral                                 | 4                                              |
| Apertura 2022                   | Mónica Alvarado                                | 1                                              |
| Apertura 2022                   | Jennifer Hermoso                               | 1                                              |
| Clausura 2023                   | Jennifer Hermoso                               | 3                                              |
| Apertura 2023                   | Viridiana Salazar                              | 1                                              |
| Apertura 2023                   | Charlyn Corral                                 | 1                                              |
| Clausura 2024                   | Charlyn Corral                                 | 3                                              |

## Palmarés
| Competición nacional               | Títulos        | Subcampeonatos                              |
| ---------------------------------- | -------------- | ------------------------------------------- |
| Liga MX Femenil (1/3)              | Clausura 2025  | Apertura 2017, Clausura 2022, Clausura 2023 |
| Copa de la Liga MX Femenil (1/0)   | 2017 (Record). |                                             |
| Campeón de Campeones Femenil (1/0) | 2024/25        |                                             |

### Época Semiprofesional
| Competición nacional semiprofesional | Títulos | Subcampeonatos               |
| ------------------------------------ | ------- | ---------------------------- |
| Superliga Femenil (0/1)              |         | Primavera 2005 (Zona centro) |

## Jugadoras Extranjeras
| Jugadora            | Posición      | Edad    | Procedencia              | Destino           | Duración            |
| ------------------- | ------------- | ------- | ------------------------ | ----------------- | ------------------- |
| Delfina Santellan * | Mediocampista | 28 años | Fuerzas básicas          | Retiro            | Ap. 2019 - Ap. 2021 |
| Ruth Bravo          | Mediocampista | 30 años | Rayo Vallecano de Madrid | C. León           | Ap. 2021 - Cl. 2022 |
| Daniela Arias       | Defensa       | 31 años | América de Cali          | América de Cali   | Cl. 2022 - Ap. 2022 |
| Marta Cox           | Mediocampista | 28 años | C. León                  | Agente libre      | Ap. 2022 - Ap. 2023 |
| Jennifer Hermoso    | Delantera     | 35 años | F.C. Barcelona           | Tigres de la UANL | Ap. 2022 - Ap. 2023 |
| Leyla McFarland     | Delantera     | 24 años | Pepperdine Waves         | Agente libre      | Cl. 2023            |
| Nina Nicosia *      | Mediocampista | 22 años | Chicago Mustangs         | Sigue en el club  | Ap. 2023 - Presente |
| Priscila Chinchilla | Mediocampista | 24 años | Glasgow City F. C.       | Agente libre      | Ap. 2023            |
| Osinachi Ohale      | Defensa       | 33 años | D. Alavés                | Sigue en el club  | Ap. 2023 - Presente |
| Catalina Usme       | Delantera     | 35 años | América de Cali          | En el club        | Cl. 2024            |
| Chinwendu Ihezuo    | Delantera     | 28 años | C. de F. Monterrey       | En el club        | Cl. 2024            |
| Yirlidis Minota     | Defensa       | 22 años | Atlético Nacional        | En el club        | Cl. 2024            |

*  La jugadora tiene nacionalidad mexicana, pero representa a otra selección nacional.

## Entrenadores
Actualizado al último partido disputado el: 20 de mayo de 2024
| Entrenador        | Temporada     | PJ  | PG | PE | PP | TR | GF  | GC  | DIF | PTS | POS                                          | Resultado                                    | EFE (%) |
| ----------------- | ------------- | --- | -- | -- | -- | -- | --- | --- | --- | --- | -------------------------------------------- | -------------------------------------------- | ------- |
| Eva Espejo        | Copa MX 2017  | 4   | 4  | 0  | 0  | 0  | 27  | 5   | 22  | 12  | 1.º                                          | Campeona                                     | 100     |
| Eva Espejo        | Apertura 2017 | 18  | 11 | 3  | 5  | 0  | 42  | 22  | 20  | 36  | 5.º                                          | Subcampeonas                                 | 66.7    |
| Eva Espejo        | Clausura 2018 | 14  | 9  | 1  | 4  | 0  | 32  | 13  | 19  | 28  | 6.º                                          | Fase de grupos                               | 66.7    |
| Eva Espejo        | Apertura 2018 | 20  | 14 | 3  | 3  | 0  | 37  | 16  | 21  | 45  | 2.º                                          | Semifinal                                    | 75      |
| Eva Espejo        | Clausura 2019 | 20  | 13 | 4  | 3  | 0  | 38  | 17  | 21  | 43  | 4.º                                          | Semifinal                                    | 71.7    |
| Eva Espejo        | Apertura 2019 | 22  | 13 | 3  | 6  | 0  | 50  | 32  | 18  | 42  | 3.º                                          | Semifinal                                    | 63.6    |
| Eva Espejo        | Clausura 2020 | 9   | 5  | 1  | 3  | 0  | 18  | 9   | 9   | 16  | Suspendido debido a la pandemia por COVID-19 | Suspendido debido a la pandemia por COVID-19 | 59.3    |
| Eva Espejo        | Apertura 2020 | 19  | 7  | 3  | 9  | 0  | 26  | 31  | -5  | 24  | 8.º                                          | Cuartos de final                             | 42.1    |
| Eva Espejo        | Total         | 126 | 76 | 18 | 33 | 0  | 270 | 145 | 125 | 246 | 4.º                                          | 1 Campeonato de Copa                         | 65.1 %  |
| Toña Is           | Clausura 2021 | 19  | 9  | 3  | 7  | 0  | 25  | 20  | 5   | 30  | 6.º                                          | Cuartos de final                             | 52.6    |
| Toña Is           | Apertura 2021 | 4   | 1  | 2  | 1  | 0  | 3   | 3   | 0   | 5   | Dejó el equipo en la Jornada 4               | Dejó el equipo en la Jornada 4               | 41.7    |
| Toña Is           | Total         | 23  | 10 | 5  | 8  | 0  | 28  | 23  | 5   | 35  | 6.º                                          | 1 Cuartos de final                           | 50.7 %  |
| Jaime Correa      | Apertura 2021 | 13  | 5  | 3  | 5  | 0  | 25  | 21  | 4   | 18  | 9.º                                          | Fase Regular                                 | 46.2    |
| Jaime Correa      | Total         | 13  | 5  | 3  | 5  | 0  | 25  | 21  | 4   | 18  | 9.º                                          | Fase Regular                                 | 46.2 %  |
| Octavio Valdéz    | Clausura 2022 | 13  | 9  | 1  | 3  | 0  | 25  | 10  | 15  | 28  | Dejó el equipo en la Jornada 14              | Dejó el equipo en la Jornada 14              | 71.8    |
| Octavio Valdéz    | Total         | 13  | 9  | 1  | 3  | 0  | 25  | 10  | 15  | 28  | No culminó torneo                            | No culminó torneo                            | 71.8 %  |
| Juan Carlos Cacho | Clausura 2022 | 9   | 4  | 2  | 3  | 0  | 13  | 20  | -7  | 14  | 5.º                                          | Subcampeonas                                 | 51.9    |
| Juan Carlos Cacho | Apertura 2022 | 19  | 9  | 1  | 9  | 0  | 37  | 30  | 7   | 28  | 7.º                                          | Cuartos de final                             | 49.1    |
| Juan Carlos Cacho | Clausura 2023 | 23  | 13 | 5  | 5  | 0  | 63  | 32  | 31  | 44  | 5.º                                          | Subcampeonas                                 | 63.8    |
| Juan Carlos Cacho | Apertura 2023 | 16  | 6  | 3  | 7  | 2  | 44  | 40  | 4   | 27  | 7.º                                          | Cuartos de final                             | 43.8    |
| Juan Carlos Cacho | Total         | 67  | 32 | 11 | 24 | 2  | 157 | 122 | 35  | 113 | 6.º                                          | 2 Subcampeonatos                             | 53.2 %  |
| Óscar Torres      | Clausura 2024 | 21  | 15 | 3  | 3  | 0  | 57  | 22  | 35  | 48  | 2.º                                          | Semifinales                                  | 76.2    |
| Óscar Torres      | Total         | 21  | 15 | 3  | 3  | 0  | 57  | 22  | 35  | 48  | 2.º                                          | 1 Semifinal                                  | 76.2 %  |